# Caju (álbum)
Caju (estilizado em letras maiúsculas) é o segundo álbum de estúdio da cantora e compositora brasileira Liniker, lançado em 19 de agosto de 2024. Além de composições originais, o disco conta com as parcerias de Amaro Freitas, Anavitória, BaianaSystem, Melly, Priscila Senna, Lulu Santos, Pabllo Vittar e Tropkillaz. O primeiro single do álbum, "Tudo", foi lançado em 11 de julho de 2024.
Trazendo um trabalho de blues e pop brasileiro, Caju, assim como o álbum anterior, conta com a produção majoritária dos músicos Fejuca e Gustavo Ruiz. Nas primeiras 24 horas, 13 das 14 músicas do álbum ficaram entre as 100 músicas mais tocadas do Brasil na plataforma de streaming Spotify , além de outros indícios positivos nos dias seguintes e em outras plataformas.

## Antecedentes
Após o lançamento de seu primeiro álbum de estúdio Indigo Borboleta Anil, a cantora entra em uma fase mais pop com um álbum de exploração de gêneros, do pagode, passando pelo disco, jazz e até a eletrônica.
Em entrevista exclusiva para Splash, a cantora fala ainda de um dos temas que atravessa o álbum: ser vista como humana, mesmo sendo famosa, e ter reconhecida a necessidade de receber afeto:
"Tem uma frieza, mesmo, que tenho enfrentado na minha vida pessoal com alguns afetos. Quis falar disso de uma forma muito aberta, jogando no ventilador. Estou cansada de ficar nessa coisa reducionista. Quero ser amada. Eu quero trocar, ter uma vida legal. Curtir como todo mundo curte, ter date. O fato de eu ser a Liniker não me possibilita isso".
Em entrevista no programa Conversa com Bial, da TV Globo, revelou que o primeiro single de seu novo álbum foi inspirado por uma intensa paixão de três dias que ela viveu durante uma turnê pela Europa. A cantora, contou que compôs o álbum Caju, seu segundo trabalho solo, enquanto estava em turnê promovendo seu primeiro disco. Durante sua passagem pela Irlanda, Liniker viveu um romance breve, mas profundo, que se tornou a inspiração para Tudo, o primeiro single de seu novo álbum. "Eu sou uma cantora que escreve sobre as minhas paixões desde o Remonta. Amores curados, mas sempre uma paixão me trazendo à escrita. Vivi um grande lance numa turnê na Irlanda, e esse grande amor, esse romance, me inspirou".
Dias depois do lançamento oficial do álbum, Liniker afirmou que está produzindo um documentário sobre seu novo disco. Segundo ela, a ideia é mostrar todo o processo de criação do trabalho. A informação foi revelada por Liniker durante uma participação no programa Foquinha Entrevista, da DiaTV.

## Recepção
| Críticas profissionais | Críticas profissionais |
| Avaliações da crítica  | Avaliações da crítica  |
| Fonte                  | Avaliação              |
| ---------------------- | ---------------------- |
| G1                     | 3 de 5 estrelas.       |
| escutai                | 99/100                 |
| OGrito                 | 5 de 5 estrelas.       |
| Aquele Tuim            | 5 de 5 estrelas.       |

Mauro Ferreiro, do G1, deu 3 estrelas ao disco: "Com diversidade rítmica, o álbum Caju até tem em algumas faixas um toque pop de brasilidade como sugere o título, mas são as letras confessionais e pessoais de Liniker que devem manter a conexão da artista com o público que lhe tem sido fiel no shows." Augusto Alvarenga da escutai, deu 99 de 100 ao álbum: "Depois de uma viagem sonora e sensorial de pouco mais de uma hora, é fácil perceber que “Caju” é diverso, dinâmico, plural, orquestral, psicodélico, pagode, mpb, soul e disco, house e R&B. Um mix que representa as muitas partes do todo grandioso que é Liniker e seus esforços em se fazer presente e popular, mesmo embebida da excelência." Antônio Lira do OGrito!, deu 5 estrelas ao álbum: "É um disco profundo, bem pensado e coerente, um sopro de ar fresco para o pop nacional."
Lu Melo, do Aquele Tuim, deu 5 estrelas ao álbum, elogiando a Liniker e toda a sua construção feita para o projeto: "Liniker evolui não só como artista, mas também como pessoa, e deixa CAJU mais bonito a cada vez que nos aprofundamos em suas faixas, não só pelos seus vocais incríveis, mas também pela forma distinta e meticulosamente trabalhada com que foram feitas." A newsletter Sonora ressaltou as letras do álbum e elogiou a forma como Liniker faz "composições que imediatamente capturaram a atenção do público com suas letras pessoais e que fazem qualquer pessoa apaixonada se identificar".

## Prêmios e indicações
| Ano  | Premiação                             | Categoria      | Resultado | Ref.   |
| ---- | ------------------------------------- | -------------- | --------- | ------ |
| 2024 | Prêmio Multishow de Música Brasileira | Álbum do Ano   | Venceu    | [ 10 ] |
| 2024 | Prêmio Multishow de Música Brasileira | Capa do Ano    | Venceu    | [ 10 ] |
| 2025 | Prêmio da Música Brasileira           | Lançamento Pop | Venceu    | [ 11 ] |

## Gravação
Em 19 de novembro de 2024, foi transmitido ao vivo pelo canal pago Multishow e pela plataforma de streaming Globoplay o show ao vivo da turnê realizado em São Paulo no Espaço Unimed, intitulado Liniker - Caju Tour Ao Vivo.

## Lista de faixas
| Caju - Versão padrão |                                                 |                                                   |         |  |
| N.º                  | Título                                          | Compositor(es)                                    | Duração |  |
| 1.                   | "Caju"                                          | Liniker Fejuca Gustavo Ruiz Iuri Rio Branco       | 4:26    |  |
| 2.                   | "Tudo"                                          | Liniker Fejuca Ruiz                               | 3:34    |  |
| 3.                   | "Veludo Marrom"                                 | Liniker Orquestra Brasil Jazz Sinfônica           | 7:17    |  |
| 4.                   | "Ao Teu Lado" (com Amaro Freitas e Anavitória)  | Liniker Amaro Freitas                             | 7:11    |  |
| 5.                   | "Me Ajude a Salvar os Domingos"                 | Liniker                                           | 7:17    |  |
| 6.                   | "Negona dos Olhos Terríveis" (com BaianaSystem) | Liniker Beto Barreto Fejuca Ruiz Russo Passapusso | 5:10    |  |
| 7.                   | "Mayonga"                                       | Liniker                                           | 2:12    |  |
| 8.                   | "Papo de Edredom"                               | Liniker Melly                                     | 3:12    |  |
| 9.                   | "Popstar"                                       | Liniker                                           | 5:01    |  |
| 10.                  | "Febre"                                         | Liniker                                           | 4:58    |  |
| 11.                  | "Pote de Ouro" (com Priscila Senna)             | Liniker Marcio Arantes                            | 3:58    |  |
| 12.                  | "Deixa Estar" (com Lulu Santos e Pabllo Vittar) | Liniker                                           | 5:06    |  |
| 13.                  | "So Special" (com Tropkillaz)                   | Liniker Fejuca Ruiz Laudz Zegon                   | 4:58    |  |
| 14.                  | "Take Your Time e Relaxa"                       | Liniker                                           | 4:40    |  |
| Duração total:       | Duração total:                                  | Duração total:                                    | 69:00   |  |

## Certificações
| Região                                                        | Certificação | Vendas  |
| ------------------------------------------------------------- | ------------ | ------- |
| Brasil (Pro-Música Brasil)                                    | Ouro         | 40,000^ |
| ‡vendas+valores de streaming baseados somente na certificação |              |         |

## Divulgação

### Turnê Caju
Em 5 de setembro de 2024, Liniker anunciou as primeiras datas da Turnê intitulada de "Caju Tour" em São Paulo, Rio de Janeiro e Curitiba com datas extras sendo adicionadas por conta da demanda. Na semana seguinte ela anunciou a data da turnê em mais algumas capitais.
| Data                     | Cidade         | País           | Local                                  |
| América do Sul           | América do Sul | América do Sul | América do Sul                         |
| ------------------------ | -------------- | -------------- | -------------------------------------- |
| 8 de novembro de 2024    | São Paulo      | Brasil         | Espaço Unimed                          |
| 13 de novembro de 2024   | São Paulo      | Brasil         | Espaço Unimed                          |
| 15 de novembro de 2024   | Maceió         | Brasil         | Adepol-AL                              |
| 19 de novembro de 2024   | São Paulo      | Brasil         | Espaço Unimed                          |
| 23 de novembro de 2024   | São Paulo      | Brasil         | Allianz Parque                         |
| 24 de novembro de 2024   | Fortaleza      | Brasil         | Aterrinho da Praia de Iracema          |
| 30 de novembro de 2024   | Rio de Janeiro | Brasil         | Vivo Rio                               |
| 1 de dezembro de 2024    | Rio de Janeiro | Brasil         | Vivo Rio                               |
| 2 de dezembro de 2024    | Rio de Janeiro | Brasil         | Vivo Rio                               |
| 7 de dezembro de 2024    | Curitiba       | Brasil         | Live Curitiba                          |
| 8 de dezembro de 2024    | Curitiba       | Brasil         | Live Curitiba                          |
| 12 de dezembro de 2024   | Olinda         | Brasil         | Teatro Guararapes                      |
| 13 de dezembro de 2024   | Olinda         | Brasil         | Teatro Guararapes                      |
| 15 de dezembro de 2024   | Belém          | Brasil         | Estádio Mangueirão                     |
| 21 de janeiro de 2025    | Porto Alegre   | Brasil         | Auditório Araújo Vianna                |
| 22 de janeiro de 2025    | Porto Alegre   | Brasil         | Auditório Araújo Vianna                |
| 25 de janeiro de 2025    | Belo Horizonte | Brasil         | BeFly Hall                             |
| 26 de janeiro de 2025    | Belo Horizonte | Brasil         | BeFly Hall                             |
| 14 de fevereiro de 2025  | Olinda         | Brasil         | Pavilhão do Centro de Convenções       |
| 16 de fevereiro de 2025  | São Gonçalo    | Brasil         | Arena São Gonçalo                      |
| 21 de março de 2025      | Aracaju        | Brasil         | Salles Multieventos                    |
| 22 de março de 2025      | João Pessoa    | Brasil         | Domus Hall                             |
| 29 de março de 2025      | Salvador       | Brasil         | Concha Acústica                        |
| 30 de março de 2025      | Salvador       | Brasil         | Concha Acústica                        |
| 31 de março de 2025      | Salvador       | Brasil         | Concha Acústica                        |
| 5 de abril de 2025       | Brasília       | Brasil         | Arena Lounge BRB                       |
| 6 de abril de 2025       | Brasília       | Brasil         | Arena Lounge BRB                       |
| 12 de abril de 2025      | Rio de Janeiro | Brasil         | Marina da Glória                       |
| 26 de abril de 2025      | Vinhedo        | Brasil         | Hopi Hari                              |
| 1° de maio de 2025       | Florianópolis  | Brasil         | Kartódromo Sapiens Parque              |
| 9 de maio de 2025        | Campinas       | Brasil         | Estacionamento C Iguatemi Campinas     |
| 10 de maio de 2025       | Campinas       | Brasil         | Estacionamento C Iguatemi Campinas     |
| 17 de maio de 2025       | Curitiba       | Brasil         | Pedreira Paulo Leminski                |
| 24 de maio de 2025       | Belo Horizonte | Brasil         | Parque das Mangabeiras                 |
| 25 de maio de 2025       | São Paulo      | Brasil         | Vale do Anhangabaú                     |
| Europa                   |                |                |                                        |
| 31 de maio de 2025       | Cascais        | Portugal       | Hipódromo Manuel Possolo               |
| 1° de junho de 2025      | Genebra        | Suíça          | Alhambra                               |
| 4 de junho de 2025       | Amsterdã       | Países Baixos  | Paradiso                               |
| 6 de junho de 2025       | Bruxelas       | Bélgica        | La Madeleine                           |
| 9 de junho de 2025       | Dublin         | Irlanda        | The National Stadium                   |
| 11 de junho de 2025      | Paris          | França         | La Cigale                              |
| 13 de junho de 2025      | Porto          | Portugal       | Parque da Cidade do Porto              |
| 14 de junho de 2025      | Londres        | Reino Unido    | Electric Brixton                       |
| América do Sul           |                |                |                                        |
| 21 de junho de 2025      | Altinópolis    | Brasil         | Hotel Fazenda Vale das Grutas          |
| 28 de junho de 2025      | Uberlândia     | Brasil         | Arena Race Multieventos                |
| 12 de julho de 2025      | Cuiabá         | Brasil         | Arena Pantanal                         |
| América do Norte         |                |                |                                        |
| 19 de julho de 2025      | Nova Iorque    | Estados Unidos | Lincoln Center                         |
| América do Sul           |                |                |                                        |
| 26 de julho de 2025      | Vitória        | Brasil         | Área Verde do Clube Álvares Cabral     |
| 1° de agosto de 2025     | Rio de Janeiro | Brasil         | Marina da Glória                       |
| 2 de agosto de 2025      | Goiânia        | Brasil         | Centro Cultural Oscar Niemeyer         |
| 21 de agosto de 2025     | Manaus         | Brasil         | Studio 5 Centro de Convenções          |
| 23 de agosto de 2025     | São Luís       | Brasil         | Arena Dux                              |
| 5 de setembro de 2025    | São Paulo      | Brasil         | Memorial da América Latina             |
| 7 de setembro de 2025    | Campo Grande   | Brasil         | Parque das Nações Indígenas            |
| 28 de setembro de 2025   | Rio de Janeiro | Brasil         | Jockey Club Brasileiro                 |
| Europa                   |                |                |                                        |
| 10 de outubro de 2025    | Lisboa         | Portugal       | MEO Arena                              |
| 11 de outubro de 2025    | Porto          | Portugal       | Super Bock Arena                       |
| América do Sul           |                |                |                                        |
| 18 de outubro de 2025    | Natal          | Brasil         | Casa de Apostas Arena das Dunas        |
| 31-2 de novembro de 2025 | Petrópolis     | Brasil         | Parque Municipal Prefeito Paulo Rattes |
| 7-9 de novembro de 2025  | Petrópolis     | Brasil         | Parque Municipal Prefeito Paulo Rattes |
| 9 de novembro de 2025    | Salvador       | Brasil         | Parque de Exposições de Salvador       |
| 1-4 de dezembro de 2025  | Alto-mar       | Alto-mar       | MSC Preziosa                           |